# Marie Klementina Sobieska
Marie Klementina Sobieska (Maria Klementyna Sobieska; 18. července 1702, Oława – 18. ledna 1735, Řím) byla sňatkem s jakobitským pretendentem anglického trůnu Jakubem Františkem Stuartem titulární anglickou královnou. Vnučka polského krále Jana III. byla matkou Karla Eduarda Stuarta a kardinála Jindřicha Benedikta Stuarta.

## Život

### Původ
Marie Klementina se narodila 18. července 1702 ve městě Oława jako dcera Jakuba Ludvíka Sobieského, nejstaršího syna polského krále Jana III., a jeho manželky Hedviky Alžběty Falcko-Neuburské. Její starší sestra Marie Karolína (známá jako Charlotte) se sňatkem stala vévodkyní z Bouillonu.

### Manželství
Marie Klementina byla jako jedna z nejbohatších dědiček Evropy zasnoubena s Jakubem Františkem Stuartem. Britský král Jiří I. byl proti tomuto sňatku, protože se obával, že by se z manželství mohl narodit dědic, který by si nárokoval jeho trůn. Uklidnil ho císař Karel VI. (bratranec Marie Klementiny), který Marii Klementinu zatkl při její cestě do Itálie, kde se měla za Jakuba Františka provdat. Byla držena na zámku v Innsbrucku, ale nakonec byla stráž oklamána a s pomocí Charlese Wogana mohla Marie Klementina prchnout do Bologne, kde byla pro svou bezpečnost před dalším zatčením v zastoupení provdána za Jakuba, který dlel tou dobou ve Španělsku.
Otec Marie Klementiny její útěk schvaloval, prohlásil, že když byla jeho dcera zasnoubena s Jakubem Františkem, měla by "následovat jeho osud a jeho pohnutky".
Marie Klementina a Jakub František byli formálně oddáni 3. září 1719 v kapli biskupského paláce v Montefiascone v Itálii, v katedrále Santa Margherita. Po svatbě byli na zvláštní přání papeže Klementa XI. pozváni k pobytu v Římě. Papež je uznával jako krále a královnu Anglie, Skotska a Irska.

### Titulární královna
Papež jim poskytl papežskou stráž, dal jim Palazzo Muti na náměstí Piazza dei Santi Apostoli v Římě a venkovskou vilu v Albanu. Katolická církev jim také poskytla roční rentu 12.000 korun z papežské pokladnice. Papežové Klement XI. a Inocenc XIII. považovali Jakuba a Marii Klementinu za zákonité a, což je důležitější, katolické panovníky Anglie, Skotska a Irska.
Manželský život Jakuba a Marie Klementiny se ukázal jako rozbouřený a nešťastný. Jakub na ni byl zpočátku hodný kvůli její kráse, zatímco ona ho nemilovala kvůli jeho nedostatkům a pasivní povaze. Marie Klementina se spřátelila s vychovatelkou jejího syna, paní Sheldonovou, která se stala její důvěrnicí a oblíbenkyní. Na druhé straně se jí nelíbil vliv Jakubova oblíbence Johna Haye z Cromlixu a jeho manželky Marjorie a údajně měla podezření, že s Marjorií Hayovou Jakub udržuje poměr.
V roce 1725, krátce po narození jejich druhého syna, Jakub vyhodil paní Sheldonovou a přijal proti přáním Marie Klementiny jako strážce svých synů Jamese Murrayho. Marie Klementina manžela opustila a odešla se svou oblíbenkyní Sheldonovou a zbytkem své osobní družiny do konventu svaté Cecílie v Římě. Obvinila svého manžela z cizoložství, zatímco on prohlašoval, že bylo hříšné, že opustila jeho i jejich děti. Na radu kardinála Alberoniho, který tvrdil, že je to její jediná šance proti manželovi, Marie Klementina tvrdila, že James Murray chtěl dát jejím synům protestantské vzdělání. Toto tvrzení jí zajistilo podporu papeže a Španělska proti Jakubovi a soucit veřejnosti, když požadovala, aby se manžel zbavil vévody z Dunbaru a Haysových a přijal zpět paní Sheldonovou. V dubnu 1726 Jakub synům dovolil, aby matku navštívili. Celá záležitost byla v Evropě považována za skandál a byli o ní informováni protijakobitští agenti v Římě. V květnu 1727 Jakub vyhnal prostřednictvím vévody z Lirie Haysovy od svého dvora a v lednu 1728 se s Marií Klementinou v Bologni usmířil.
Ve skutečnosti však manželé žili po zbytek manželství odděleně: Jakub preferoval žít v Albanu, zatímco Marie Klementina žila v Palazzo Muti v Římě. Marie Klementina byla náchylná k depresím, většinu času trávila modlitbami a podřizováním se náboženskému půstu a jiným katolickým asketickým rituálům, o nichž se má za to, že hrály roli v tom, proč již Marie Klementina nikdy neotěhotněla. Její sexuální vztahy s Jakubem brzy přestaly; zřídka kdy spolu stolovali, a ačkoli byli oficiálně usmířeni, Marie Klementina se manželovi mimo formální příležitosti vyhýbala. Plnila však funkce, které měla jako jakobitská královna: v červnu 1729 například poskytla audienci Montesquieuovi. Její oblíbenkyně paní Sheldonová oficiálně nežila u dvora, ale Marie Klementina jí poskytla bydliště blízko od ní a nadále ji měla jako svou důvěrnici. Marie Klementina neměla příliš blízký vztah se svým mladším synem, který byl otcovým oblíbencem, ale měla blízko ke staršímu synovi Karlovi, který byl zase oblíbencem matky: například když Karel v roce 1732 onemocněl, pečovala o něj, ač to bylo v Arbinu, a tak se musela setkat s Jakubem.

### Konec života
Její zdraví bylo jejím asketickým způsobem života oslabeno a postupem času se zhoršovalo. Marie Klementina zemřela ve věku 32 let 18. ledna 1735 a byla pohřbena v bazilice svatého Petra v Římě. Papež Klement XII. nařídil, aby měla státní pohřeb. Papež Benedikt XIV. pověřil Pietra Bracciho, aby v bazilice vytvořil na její památku pomník.

## Potomci
Marie Klementina měla s Jakubem Františkem dva syny:
- Karel Eduard Stuart (31. prosince 1720 – 31. ledna 1788), hrabě z Albany, jakobitský pretendent anglického trůnu
⚭ 1772 Luisa Stolberg-Gedern (20. září 1752 – 29. ledna 1824)
- Jindřich Benedikt Stuart (6. března 1725 – 13. července 1807), děkan kardinálského sboru a kardinál-biskup Ostie a Velletri

## Vývod z předků
|                           |                                      |  |                               |                                      |  |  |  |  |  |  |  | Marek Sobieski |
|                           |                                      |  |                               |                                      |  |  |  |  |  |  |  |                |
|                           | Jakub Sobieski                       |  |                               |                                      |  |  |  |  |  |  |  |                |
|                           |                                      |  |                               |                                      |  |  |  |  |  |  |  |                |
|                           |                                      |  |                               | Hedvika Snopkowska                   |  |  |  |  |  |  |  |                |
|                           |                                      |  |                               |                                      |  |  |  |  |  |  |  |                |
|                           | Jan III. Sobieski                    |  |                               |                                      |  |  |  |  |  |  |  |                |
|                           |                                      |  |                               |                                      |  |  |  |  |  |  |  |                |
|                           |                                      |  |                               | Jan Daniłowicz                       |  |  |  |  |  |  |  |                |
|                           |                                      |  |                               |                                      |  |  |  |  |  |  |  |                |
|                           | Teofila Žofie Sobieska               |  |                               |                                      |  |  |  |  |  |  |  |                |
|                           |                                      |  |                               |                                      |  |  |  |  |  |  |  |                |
|                           |                                      |  |                               | Žofie Żółkiewska                     |  |  |  |  |  |  |  |                |
|                           |                                      |  |                               |                                      |  |  |  |  |  |  |  |                |
|                           | Jakub Ludvík Sobieski                |  |                               |                                      |  |  |  |  |  |  |  |                |
|                           |                                      |  |                               |                                      |  |  |  |  |  |  |  |                |
|                           |                                      |  |                               | Antoine de La Grange d'Arquien       |  |  |  |  |  |  |  |                |
|                           |                                      |  |                               |                                      |  |  |  |  |  |  |  |                |
|                           | Henri Albert de La Grange d'Arquien  |  |                               |                                      |  |  |  |  |  |  |  |                |
|                           |                                      |  |                               |                                      |  |  |  |  |  |  |  |                |
|                           |                                      |  |                               | Anna d'Ancienville                   |  |  |  |  |  |  |  |                |
|                           |                                      |  |                               |                                      |  |  |  |  |  |  |  |                |
|                           | Marie Kazimíra d’Arquien             |  |                               |                                      |  |  |  |  |  |  |  |                |
|                           |                                      |  |                               |                                      |  |  |  |  |  |  |  |                |
|                           |                                      |  |                               | Baptiste de La Châtre z Bruillebault |  |  |  |  |  |  |  |                |
|                           |                                      |  |                               |                                      |  |  |  |  |  |  |  |                |
|                           | Françoise de La Châtre               |  |                               |                                      |  |  |  |  |  |  |  |                |
|                           |                                      |  |                               |                                      |  |  |  |  |  |  |  |                |
|                           |                                      |  |                               | Madeleine de Cluys                   |  |  |  |  |  |  |  |                |
|                           |                                      |  |                               |                                      |  |  |  |  |  |  |  |                |
| Marie Klementina Sobieska |                                      |  |                               |                                      |  |  |  |  |  |  |  |                |
|                           |                                      |  |                               |                                      |  |  |  |  |  |  |  |                |
|                           |                                      |  | Filip Ludvík Falcko-Neuburský |                                      |  |  |  |  |  |  |  |                |
|                           |                                      |  |                               |                                      |  |  |  |  |  |  |  |                |
|                           | Wolfgang Vilém Neuburský             |  |                               |                                      |  |  |  |  |  |  |  |                |
|                           |                                      |  |                               |                                      |  |  |  |  |  |  |  |                |
|                           |                                      |  |                               | Anna Klevská                         |  |  |  |  |  |  |  |                |
|                           |                                      |  |                               |                                      |  |  |  |  |  |  |  |                |
|                           | Filip Vilém Falcký                   |  |                               |                                      |  |  |  |  |  |  |  |                |
|                           |                                      |  |                               |                                      |  |  |  |  |  |  |  |                |
|                           |                                      |  |                               | Vilém V. Bavorský                    |  |  |  |  |  |  |  |                |
|                           |                                      |  |                               |                                      |  |  |  |  |  |  |  |                |
|                           | Magdaléna Bavorská                   |  |                               |                                      |  |  |  |  |  |  |  |                |
|                           |                                      |  |                               |                                      |  |  |  |  |  |  |  |                |
|                           |                                      |  |                               | Renata Lotrinská                     |  |  |  |  |  |  |  |                |
|                           |                                      |  |                               |                                      |  |  |  |  |  |  |  |                |
|                           | Hedvika Alžběta Amálie Sobieská      |  |                               |                                      |  |  |  |  |  |  |  |                |
|                           |                                      |  |                               |                                      |  |  |  |  |  |  |  |                |
|                           |                                      |  |                               | Ludvík V. Hesensko-Darmstadtský      |  |  |  |  |  |  |  |                |
|                           |                                      |  |                               |                                      |  |  |  |  |  |  |  |                |
|                           | Jiří II. Hesensko-Darmstadtský       |  |                               |                                      |  |  |  |  |  |  |  |                |
|                           |                                      |  |                               |                                      |  |  |  |  |  |  |  |                |
|                           |                                      |  |                               | Magdalena Braniborská                |  |  |  |  |  |  |  |                |
|                           |                                      |  |                               |                                      |  |  |  |  |  |  |  |                |
|                           | Alžběta Amálie Hesensko-Darmstadtská |  |                               |                                      |  |  |  |  |  |  |  |                |
|                           |                                      |  |                               |                                      |  |  |  |  |  |  |  |                |
|                           |                                      |  |                               | Jan Jiří I. Saský                    |  |  |  |  |  |  |  |                |
|                           |                                      |  |                               |                                      |  |  |  |  |  |  |  |                |
|                           | Žofie Eleonora Saská                 |  |                               |                                      |  |  |  |  |  |  |  |                |
|                           |                                      |  |                               |                                      |  |  |  |  |  |  |  |                |
|                           |                                      |  |                               | Magdalena Sibylla Pruská             |  |  |  |  |  |  |  |                |
|                           |                                      |  |                               |                                      |  |  |  |  |  |  |  |                |